# Phyllodes formosana
Phyllodes formosana är en fjärilsart som beskrevs av Okano 1959. Phyllodes formosana ingår i släktet Phyllodes och familjen nattflyn. Inga underarter finns listade i Catalogue of Life.